# Saint Catherine Street

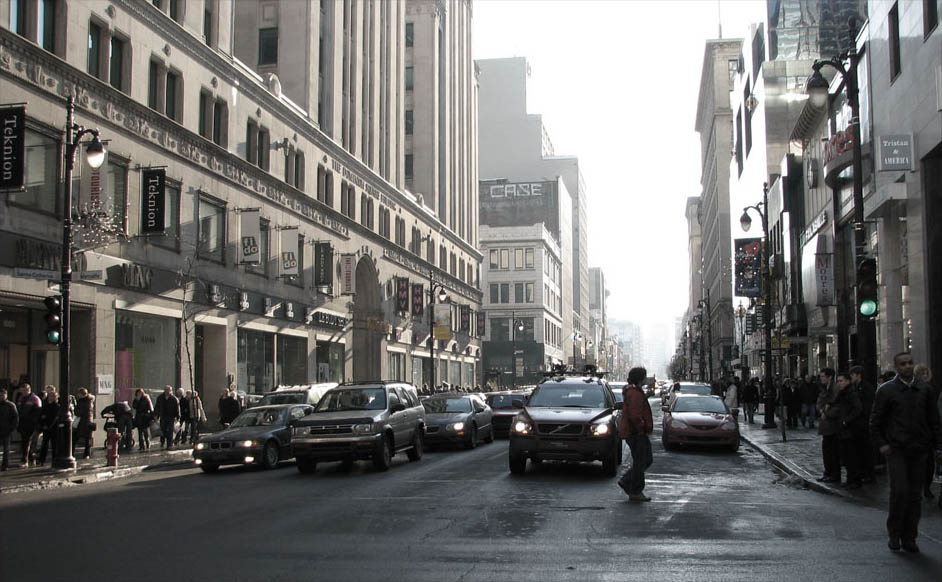
Uma visão geral de Sainte-Catherine.

Saint Catherine Street (oficialmente em francês:  rue Sainte-Catherine), 11,5 quilômetros (7,1 mi) é a principal artéria comercial do centro de Montreal, em Quebec, Canadá. Ela corta o centro financeiro de Oeste a Leste, começando na esquina da Avenida Claremont com o Boulevard de Maisonneuve na cidade de Westmount, atravessando o arrondissement de Ville-Marie e termina na Notre-Dame Street ao Leste da Viau Street no arrondissement de Mercier–Hochelaga-Maisonneuve.
A rua é paralela aos maiores segmentos da Cidade subterrânea de Montreal. O conjunto de torres de escritórios e shopping centers interligados que compõem esta importante artéria urbana ficam imediatamente ao Norte da rua.
Instituições de ensino localizadas na rua ou perto dela incluem Universidade Concórdia, Universidade McGill, Universidade do Quebec em Montreal, Faculdade Dawson e Faculdade LaSalle.

## Comércio

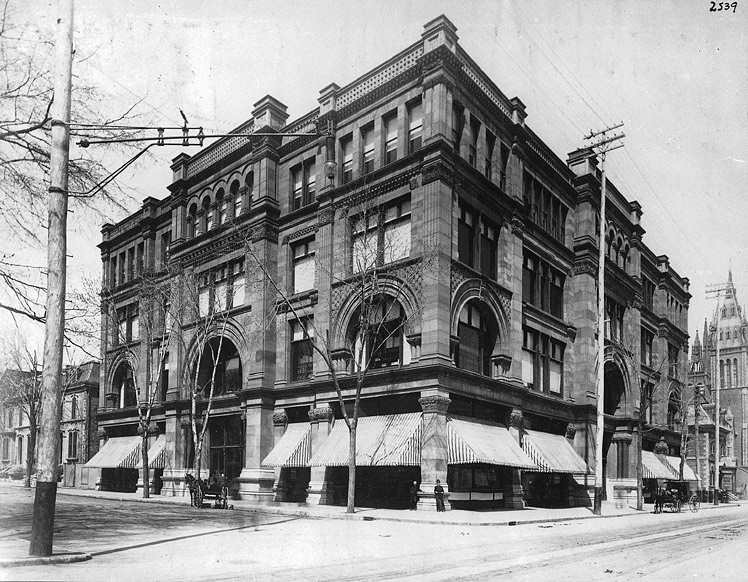
Morgan's na rua Sainte-Catherine, 1890.

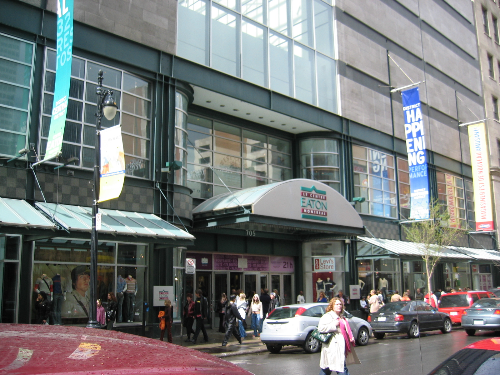
A entrada do Eaton Centre na rua Saint Catherine, Montreal, Quebec, Canadá

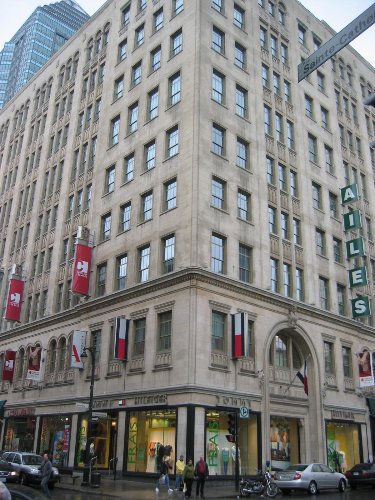
A antiga loja Eaton's, agora Complexe Les Ailes

Saint Catherine Street já abrigou várias lojas de departamento proeminentes em Montreal, incluindo antigas varejistas Eaton's, Morgan's, Simpson's and Dupuis Freres. Hoje, o edifício Henry Morgan é sede da Hudson's Bay Company, que comprou a Morgan's em 1960. O edifício Simpson's hoje é compartilhado pela loja de departamento La Maison Simons e um cinema multiplex, enquanto a Eaton's foi convertida no shopping center Complexe Les Ailes. 
A loja de departamento Ogilvy se mantém instalada em Saint Catherine Street, apesar de agora ser um conjunto de butiques ao invés de uma única loja. 
Outras grandes varejistas localizadas na rua incluem uma Apple Store, AVEDA Experience Centre, Indigo Books and Music, Chapters, HMV, Archambault, La Senza, Best Buy, Roots, Adidas, Puma, Guess, Parasuco, Zara, Mango e uma loja modelo da H&M na esquina da Peel com Saint Catherine. Além disso, muitos dos mais proeminentes complexos comerciais de Montreal, incluindo o Montreal Eaton Centre, Complexe Les Ailes, Place Montreal Trust, Promenades Cathédrale, les Cours Mont-Royal (um shopping de marcas high-fashion), o Complexe Desjardins, Place Dupuis, Place Alexis Nihon, o Faubourg Sainte-Catherine e Westmount Square estão todos localizados ao longo da rua.
A arena coberta Montreal Forum, antigamente casa dos Montreal Canadiens, também fica na Saint Catherine Street. Ele foi transformado em um complexo comercial e de cinema chamado de Pepsi Forum. Devido à presença do Forum nesta rua, Saint Catherine era usada como caminho do desfile sempre que os Canadiens ganhavam a Stanley Cup. Isso foi chamado uma vez de "caminho habitual" pelo prefeito Jean Drapeau, durante as dinastias dos Canadiens de meados do século 20, quando as vitórias eram frequentes. 
O segmento no distrito de Hochelaga-Maisonneuve é também uma importante área comercial no bairro.
| {{{caption}}}                                                   |
| Loja da Banana Republic na esquina com a McGill College Avenue. |

| {{{caption}}}                         |
| Shopping center Place Montréal Trust. |

| {{{caption}}}                           |
| Loja da H&M na esquina com Peel Street. |

| {{{caption}}}                                |
| Loja de departamento da Ogilvy's em Montreal |

| {{{caption}}}            |
| Apple Store de Montreal. |

## Eventos que fecham a rua
Todo ano, durante um fim de semana em julho, Saint Catherine Street hospeda a maior feira ao ar livre do Canadá. 2 quilômetros (1,2 mi) da rua entre Jeanne-Mance e St. Mark são fechados para o trânsito e vendedores dos shopping centers próximos trazem suas mercadorias. Tem também entretenimento ao vivo ao longo da rua. Estima-se que 300.000 pessoas visitam o centro durante este evento. 

## Trânsito
A linha verde do Metro de Montreal foi construída para servir Saint Catherine Street; porém, para não perturbar o trânsito na rua, ela foi construída um quarteirão ao Norte, sob partes do Burnside Place, que ao serem juntados, deram origem ao Boulevard de Maisonneuve. O serviço de ônibus é providenciado pelas linhas 15 Sainte-Catherine e 34 Sainte-Catherine da STM (Société de transport de Montréal); ambas operam durante os sete dias da semana.

## Cultura

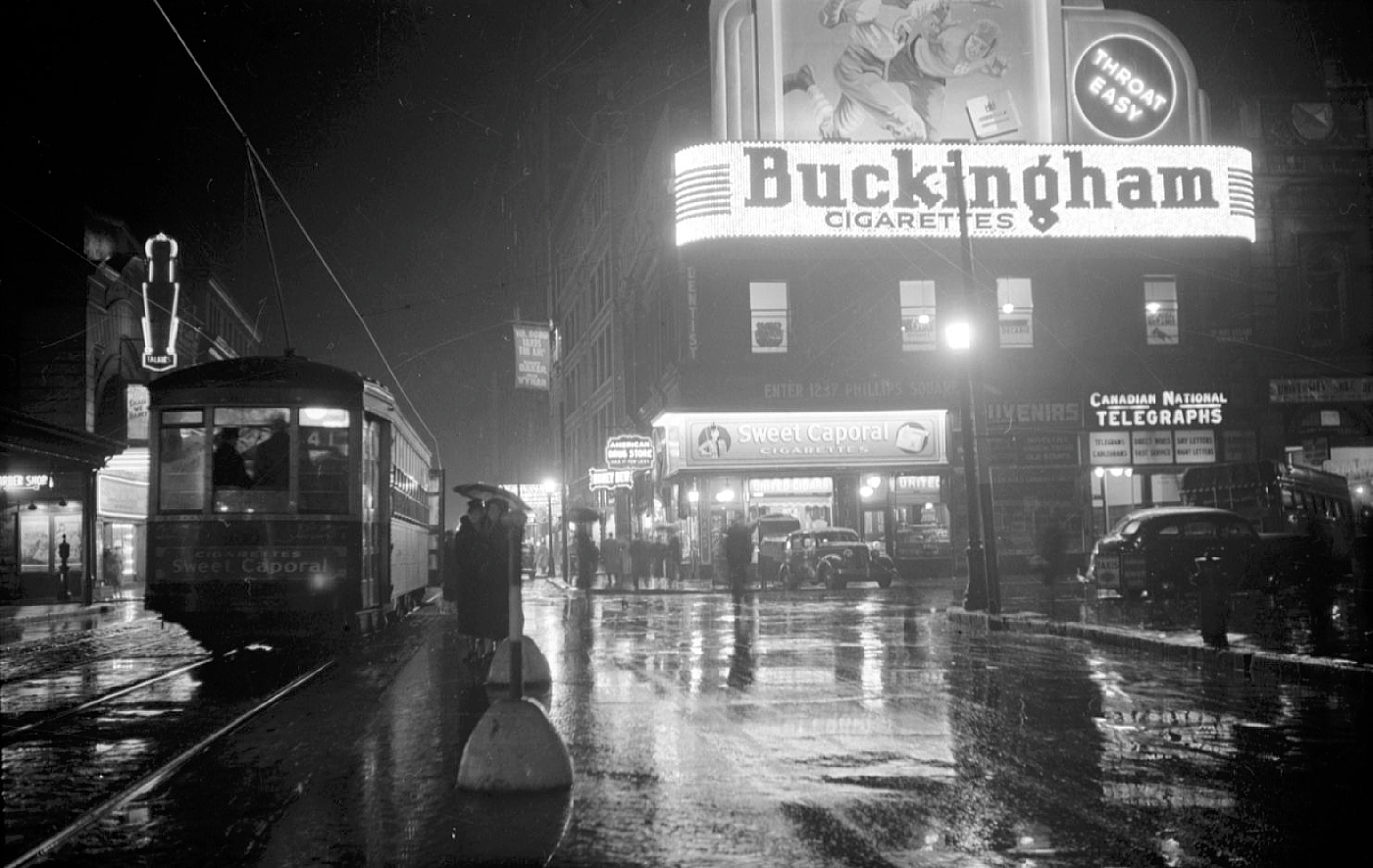
Saint Catherine Street vista da Phillips Square, 1937

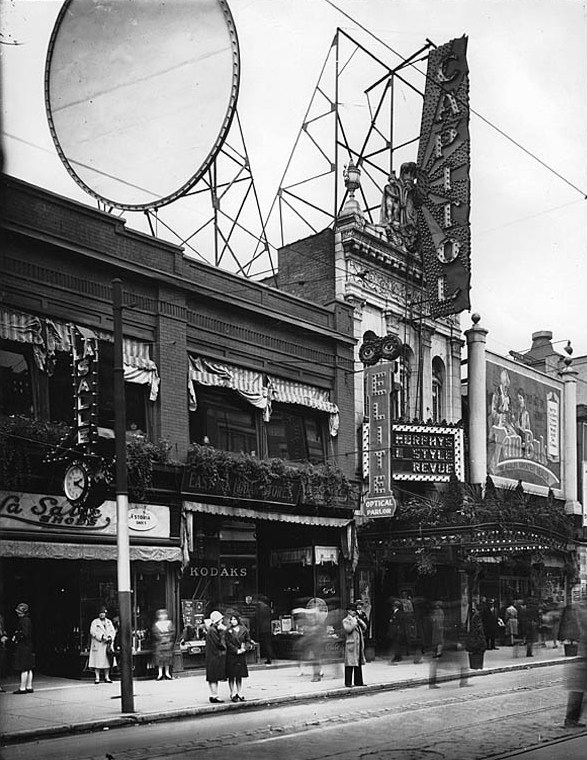
O antigo Capitol Theatre, 1925

O Place des Arts, o principal complexo cultural de Montreal, está localizado nas ruas Saint Catherine, Jeanne-Mance e Saint-Urban, no Quartier des spectacles, o distrito de entretenimento da cidade. A rua já foi a casa de vários cinemas hoje abandonados como o Loews, Palace, Capitol, Cinéma de Paris, York, Ouimetoscope e o Seville Theatre, assim como o Montreal Spectrum, uma casa de shows já demolida.

## Locais de culto
Saint Catherine é onde fica a Christ Church Cathedral, a única igreja do Canadá que se encontra no topo de um shopping center, o Promenades Cathédrale; outra igreja importante, Saint James United Church, recentemente teve a fachada de edifícios comerciais que a ocultava removida. Outras igrejas na rua incluem St Jax Montréal.

## Bairro gay

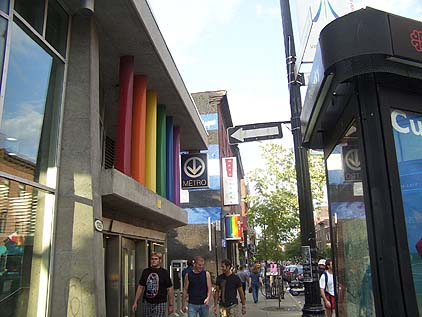
Uma vista parcial do "Gay Village" de Montreal, com a estação Beaudry do Metrô à esquerda

Um bairro gay se estende ao longo da Rua Sainte-Catherine no lado Leste do centro, entre Saint-Hubert e Papineau. A Estação Beaudry do Metrô, na Linha Verde, providencia o acesso mais conveniente ao bairro e ostenta permanentemente um arco-íris decorativo em sua fachada.
Durante a maior parte do verão, do meio de maio ao meio de setembro, Rua Sainte-Catherine é completamente fechada para o trânsito através do Gay Village, transformando-a em um grande calçadão, o que permite às lojas venderem na rua e todos os restaurantes e bars servirem em grandes terraços ao ar livre.
O verão é também marcado por eventos e festivais como o festival arte FIMA, Festival Internacional Montréal en arts, Pride Celebrations e Divers/Cité.

## Vida noturna
O número de clubes de striptease que se instalaram em Saint Catherine tem diminuido com o passar dos anos, apesar de que alguns clubes proeminentes, como Supersexe e Super Contact, ainda estão em atividade.

## Galeria
| {{{caption}}}            |
| Sainte-Catherine em 1893 |

| {{{caption}}} |
| Em 1930       |

| {{{caption}}}       |
| Em 1943 em Montagne |

| {{{caption}}}                                                                                                  |
| Até outubro de 2014, havia uma livraria Chapters dentro do edifício Castle Building na esquina da Rua Stanley. |